# Competizioni robotiche

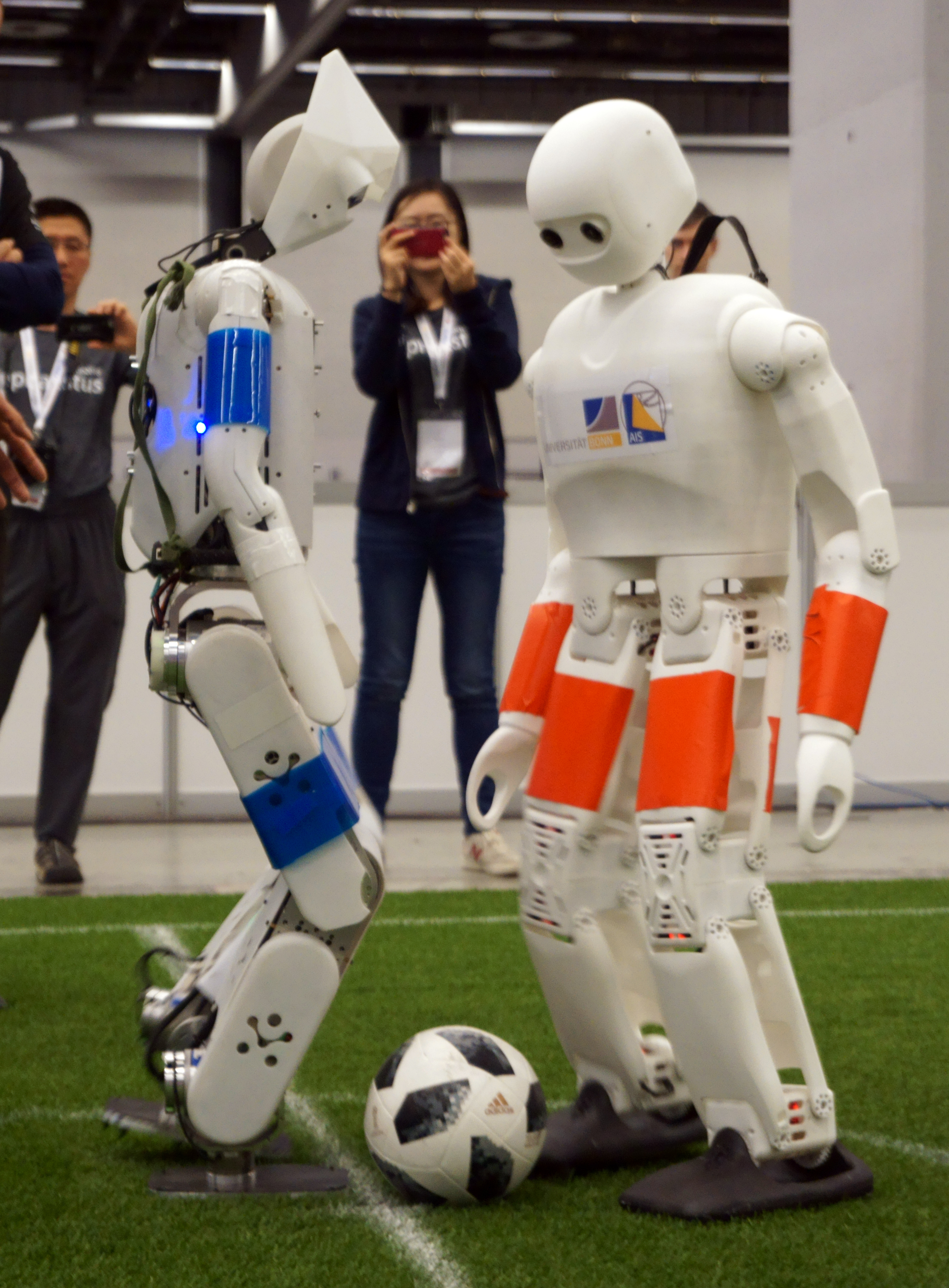
Due robot umanoidi durante l'edizione 2018 di RoboCup a Montréal

Le competizioni robotiche sono una forma di spettacolo in cui robot del tutto autonomi o, in alcuni casi, dei dispositivi telecomandati si affrontano in diversi tipi di combattimento. Sono diffuse a molti livelli: dalle fiere e dagli istituti scolastici di elettronica fino a trasmissioni televisive dedicate e competizioni a livello nazionale o internazionale.
Nel mondo piuttosto eterogeneo delle competizioni robotiche si possono identificare un certo insieme di "stili" particolarmente noti e diffusi:
- Robot war: è una gara in cui lo scopo è la distruzione dell'avversario;
- Minisumo: come nell'omonima disciplina giapponese i robot (che devono rispettare precise regole relative a ingombro e peso) sono posti in un ring circolare con lo scopo di spingere fuori l'avversario;
- Explorer: in un labirinto il robot deve trovare delle fonti di suono, luce e gas;
- Line follower: seguire una linea sembra facile, ma la velocità è tutto.

Il mondo delle competizioni robotiche ha un proprio pubblico di appassionati che danno vita a comunità (virtuali e non). 
L'autocostruzione dei dispositivi è pratica molto diffusa e lo scambio di informazioni molto frequente.
L'alto livello di fair play rende queste competizioni molto piacevoli sia per chi partecipa sia per gli spettatori, che spesso si ritrovano coinvolti come giudici e cronometristi.

## Competizioni di robotica

### Principali
| Competizione                                                      | Sponsor | Partecipanti              | Anno di fondazione |
| ----------------------------------------------------------------- | ------- | ------------------------- | ------------------ |
| For Inspiration and Recognition of Science and Technology (FIRST) | LEGO    | Studenti                  | 1992               |
| BEST Robotics                                                     | -       | Studenti                  | 1993               |
| RoboCup                                                           | -       | Studenti e professionisti | 1997               |
| Federation of International Robot-soccer Association (FIRA)       | -       | Studenti e professionisti | 1997               |
| BattleBots                                                        | -       | Professionisti            | 2000               |
| ABU Robocon                                                       | -       | Studenti                  | 2002               |
| Robo One                                                          | -       | Studenti e professionisti | 2002               |
| RoboGames (Robolympics)                                           | -       | Studenti e professionisti | 2004               |
| World Robot Olympiad                                              | LEGO    | Studenti                  | 2004               |
| VEX Robotics Competition                                          | VEX     | Studenti                  | 2007               |
| Technoxian                                                        | -       | Studenti e professionisti | 2014               |
| RoboMaster                                                        | DJI     | Studenti                  | 2015               |
| RoboCap League                                                    | -       | Studenti                  | 2021               |

### Storiche
| Competizione                                     | Indoor/Outdoor   | Partecipanti              | Luogo                         | Movimento dei robot | Anno di fondazione | In attività |
| ------------------------------------------------ | ---------------- | ------------------------- | ----------------------------- | ------------------- | ------------------ | ----------- |
| Micromouse                                       | Indoor           | Studenti e professionisti | Itinerante                    | Con ruote           | 1979               | Sì          |
| International Aerial Robotics Competition (IARC) | Indoor e outdoor | Studenti universitari     | 2 sedi universitarie          | Aereo               | 1991               | Sì          |
| Intelligent Ground Vehicle Competition (IGVC)    | Outdoor          | Studenti                  | Oakland University            | Con ruote           | 1993               | Sì          |
| Trinity Fire Fighting Robot Competition          | Indoor           | Studenti e professionisti | Trinity College (Connecticut) | Con ruote           | 1994               | Sì          |
| RoboSub                                          | Outdoor          | Studenti e professionisti | San Diego                     | Sott'acqua          | 1997               | Sì          |
| Eurobot                                          | Indoor           | Studenti                  | Itinerante                    | Con ruote           | 1998               | Sì          |
| Centennial Challenges                            | Outdoor          | Professionisti            | Itinerante                    | Molteplice          | 2005               | No          |
| DARPA Grand Challenge                            | Outdoor          | Professionisti            | USA                           | Con ruote           | 2004               | No          |
| European Land-Robot Trial                        | Outdoor          | Professionisti            | Itinerante                    | Con ruote           | 2006               | Sì          |
| UAV Outback Challenge                            | Outdoor          | Studenti e professionisti | Australia                     | Aereo               | 2007               | Sì          |
| ANA Avatar XPRIZE                                | Indoor           | Professionisti            | Long Beach                    | Con ruote           | 2018-2022          | No          |